# Кармінник східний
Кармі́нник східний (Phoenicircus carnifex) — вид горобцеподібних птахів родини котингових (Cotingidae). Мешкає в Амазонії і на Гвіанському нагір'ї.

## Опис

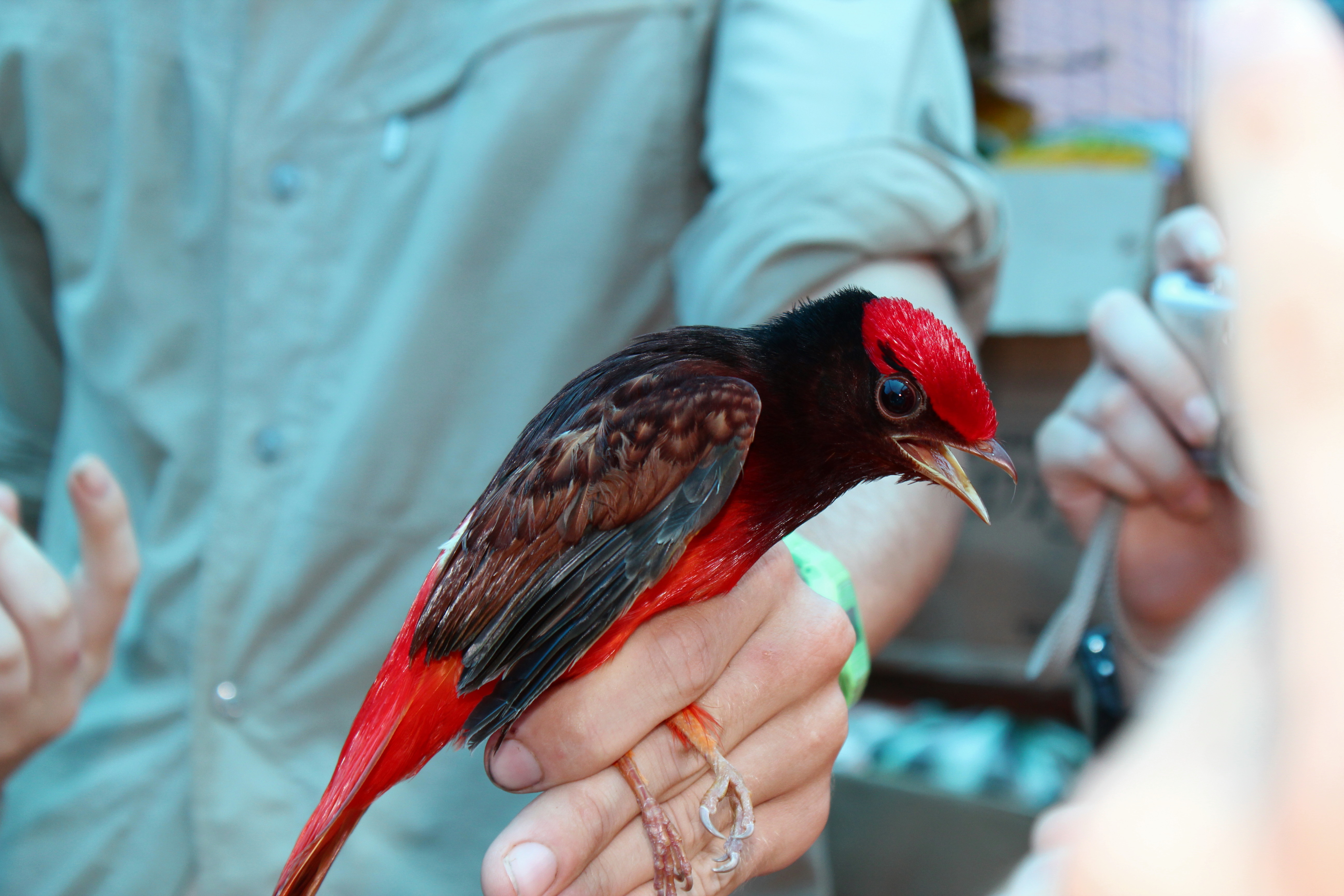
Самець східного кармінника

Довжина птаха становить 21 см. У самців тім'я яскраво-червоне, решта голови, шия і верхня частина тіла чорнувато-коричневі, горло і груди червонувато-коричневі, решта нижньої частини тіла яскраво-червона. У самиць тім'я і хвіст темно-червоні, спина, крила, шия і верхня частина грудей оливкові або каштанові, живіт і нижня частина грудей червоні.

## Поширення і екологія
Східні кармінники мешкають на сході Венесуели (східний Болівар), в Гаяні, Суринамі, Французькій Гвіані та на сході Бразильської Амазонії (на схід від східної Рорайми і Манауса, зокрема на південь від Амазонки, від нижньої течії Тапажоса на схід до північно-західного Мараньяна). Вони живуть в нижньому і середньому ярусах вологих рівнинних тропічних лісів. Зустрічаються на висоті до 700 м над рівнем моря.